# Syndrome méningé
 Mise en garde médicale
Le syndrome méningé est caractérisé par une raideur de la nuque, des céphalées intenses et une sensibilité accrue aux stimulations fortes avec parfois des vomissements. Ce syndrome résulte d'une inflammation des méninges, en particulier de la dure-mère ou de l'arachnoïde. Les causes peuvent être multiples : méningite virale ou bactérienne, hémorragie méningée... L'anglicisme « méningisme », souvent utilisé au Québec, est un syndrome méningé fébrile se présentant avec une ponction lombaire normale.

## Présentation clinique
Le syndrome méningé présente trois principaux symptômes, regroupés sous le terme de « triade méningée » ou « trépied méningitique », que sont :
1. Les céphalées intenses ;
2. Les vomissements ;
3. La raideur méningée (accompagnée régulièrement de douleurs ou « rachialgies ») avec signe de Kernig et de Brudzinski.

Les autres signes sont la phonophobie, photophobie et l'irritabilité. Le patient est typiquement couché en chien de fusil (recourbé, la tête sous les draps).
La raideur méningée est une contracture réflexe des muscles spinaux, secondaire à l'irritation des méninges et plus précisément la dure-mère qui est très sensible. Cette raideur n'est pas suffisante pour affirmer un syndrome méningé puisqu'on la retrouve dans de nombreux contextes infectieux (Syndrome de Grisel).
Le syndrome méningé est souvent associé à un syndrome infectieux d'installation brutale avec fièvre, frisson, et souvent association d'une bactériémie.

## Causes
Un bilan étiologique recherchera une infection méningée à pneumocoque, méningocoque, Listeria monocytogenes ou Haemophilus influenzae généralement confirmée par l'analyse bactériologique réalisée au laboratoire après un prélèvement de liquide cérébro-spinal (LCS). Une ponction lombaire découvre, en cas d'infection bactérienne, un LCS généralement trouble.
Les méningites virales laissent un LCS limpide, elles ont pour origine dans la majorité des cas, un Entérovirus (Poliovirus, Coxsackie virus, Echovirus) mais également les virus d'herpès.
En l'absence de contexte infectieux, une hémorragie méningée sera évoquée à partir du caractère suraigu de la céphalée et l'association à des signes du syndrome pyramidal, fréquent dans ce contexte. Une crise épileptique peut inaugurer le tableau clinique. Surtout ne pas faire de ponction lombaire avant de s'assurer qu'il ne s'agit pas d'une hémorragie méningée auquel cas cela risque de décompenser cette hémorragie méningée.

## Diagnostic différentiel
- Migraine : céphalée aiguë et photophobie
- Hypertension intracrânienne : céphalées calmées par les vomissements